# جيمس دبليو. ريد
جيمس دبليو. ريد (بالإنجليزية: James W. Reid)‏ هو محامي وسياسي أمريكي، ولد في 11 يونيو 1849 في الولايات المتحدة، وتوفي في 1902 في نفس البلد. حزبياً، نشط في الحزب الديمقراطي. وقد انتخب عضو مجلس النواب الأمريكي.